# Горнчерч (станція метро)
51°33′14″ пн. ш. 0°13′08″ сх. д. / 51.553888888889° пн. ш. 0.21888888888889° сх. д.
Горнчерч (англ. Hornchurch) — станція лінії Дистрикт Лондонського метрополітену. Станція знаходиться у районі Горнчерч, боро Гейверінг, Великий Лондон, у 6-й тарифній зоні, між метростанціями Елм-парк та Апмінстер-брідж. В 2017 році пасажирообіг станції — 2.24 млн пасажирів
Конструкція станції — наземна відкрита з двома прямими береговими платформами.

## Історія
- 1. травня 1885 — відкриття станції у складі London, Tilbury and Southend Railway.
- 2. червня 1902 — відкриття трафіку лінії Дистрикт.
- 30. вересня 1905 — припинення трафіку лінії Дистрикт.
- 12. вересня 1932 — перенесення станції на сьогоденне місце та відновлення трафіку лінії Дистрикт.[4]
- 1962 — припинення приміського трафіку.

## Пересадки
- На автобуси London Buses маршрутів 193, 252, 256.

## Послуги
| Попередня станція | Лінія | Лінія                           | Лінія | Наступна станція |
| ----------------- | ----- | ------------------------------- | ----- | ---------------- |
| Елм-парк          |       | Лондонське метро Лінія Дистрикт |       | Апмінстер-брідж  |